# جنوبی (فیلم ۱۳۵۲)
جنوبی فیلمی به کارگردانی و نویسندگی محمدرضا فاضلی محصول سال ۱۳۵۲ است.

## خلاصه فیلم

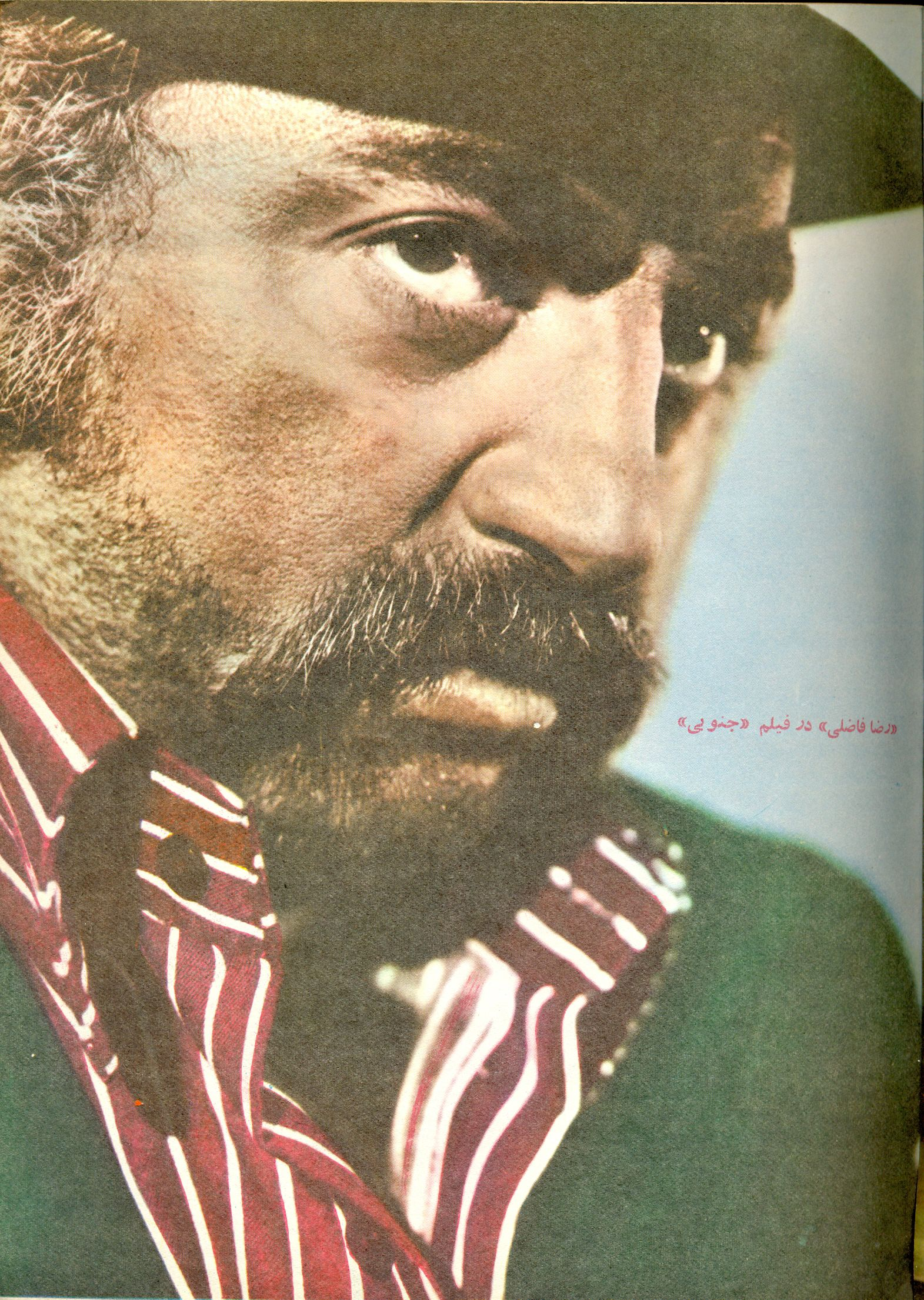
رضا فاضلی در فیلم جنوبی

اکرم (شهناز تهرانی)، که به اتهام کشتن قاسم در زندان بوده‌است، پس از مرخص شدن از زندان، همراه اقدس (فرنگیس فروهر) در کافه ای به کار مشغول می‌شود. مهدی (احمد معینی) و دوستانش که قصد سوءاستفاده از اکرم را دارند هرشب کافه را به هم می‌ریزند. تا اینکه یک شب جاسم سیاه (محمدرضا فاضلی)، موسوم به جنوبی، به حمایت از اکرم برمی‌خیزد و با افراد مهدی درمی‌افتد. اکرم برای جنوبی، که برادر قاسم است، فاش می‌کند که او بی گناه است و قاسم را نکشته‌است، جنوبی در می‌یابد که برادرش به دست مهدی کشته شده‌است. جنوبی و مهدی با هم در گورستان رو به رو می‌شوند. مهدی به دست جنوبی مضروب می‌شود و با رسیدن پلیس معرکه پایان می‌یابد.

## بازیگران
- محمدرضا فاضلی
- شهناز تهرانی
- مرتضی عقیلی
- ماشین چیان
- جواد تقدسی
- فرنگیس فروهر
- احمد معینی
- رضا صفایی پور
- زارع
- جهانگیر بشارت
- ایرج
- داوود
- پرویز شکری
- آتش
- رضا ذوالفقاری